# Luis Fernando Garrido
Luis Fernando Garrido (* 5. November 1990 in Juticalpa) ist ein honduranischer Fußballspieler.

## Karriere

### Klub
Er begann seine Karriere beim CD Olimpia und wechselte zur Saison 2008/09 von der dortigen Reserve fest in die erste Mannschaft. Von dort ging es zur Saison 2010/11 per Leihe für den Rest der Spielzeit zu Deportes Savio. Nach dem Ende dieser Leihe verblieb er noch einmal bis Februar 2013, als er erneut verliehen wurde, diesmal jedoch nach Serbien zu Roter Stern Belgrad, direkt nach Ablauf der hier laufenden Saison kehrte er aber auch schon wieder zurück. In einer letzten Leihe ging es daraufhin in die USA zum MLS-Franchise Houston Dynamo, wo er bis Ende 2015 spielte. Es folgte noch einmal einige Zeit bis zum Ende des Jahres 2017. Danach verließ er seinen Jugendklub und wechselte jedoch nicht fest in die USA, sondern zu LD Alajuelense nach Costa Rica, wo er bis September 2019 im Kader stand. Seine nächste Station war wieder in Europa beim spanischen Drittligisten FC Córdoba, nach deren Abstieg wechselte er wieder zurück in sein Heimatland und spielt somit seit September 2020 für den CD Marathón.

### Nationalmannschaft
Seinen ersten Einsatz für die honduranische Fußballnationalmannschaft hatte er am 12. Oktober 2012 bei einem 0:0 gegen Panama, während der Qualifikation für die Weltmeisterschaft 2014. Nach einigen weiteren Freundschafts- als auch Qualifikationsspielen für andere Turniere konnte er sich mit seiner Mannschaft dann für die Endrunde der Weltmeisterschaft 2014 qualifizieren. Hier kam er schließlich in zwei der Gruppenspielen zu Einsatzzeit. Sein nächstes Turnier mit Einsätzen war danach erst wieder der Gold Cup 2019, wo er in allen drei Gruppenspielen zum Einsatz kam und mit seiner Mannschaft danach auch aus dem Turnier ausschied. Sein bislang letzter Einsatz war ein 2:1-Freundschaftsspielsieg über Chile am 10. September 2019.